# Флаг Юргинского района (Тюменская область)
Флаг муниципального образования Юрги́нский муниципальный район Тюменской области Российской Федерации — опознавательно-правовой знак, служащий официальным символом муниципального образования.
Ныне действующий флаг утверждён 30 октября 2012 года решением Думы Юргинского муниципального района № 61/4-12 и внесён в Государственный геральдический регистр Российской Федерации с присвоением регистрационного номера 8014.

## Описание
«Прямоугольное полотнище синего цвета с отношением ширины к длине 2:3, вдоль нижнего края которого идут две полосы белого и зелёного цветов с шириной в 1/10 от ширины полотнища каждая; в синей части помещено касающееся верхнего края белой полосы изображение лося, выполненное жёлтым цветом, и над ним — изображение трёх белых восьмилучевых звёзд. Обратная сторона зеркально воспроизводит лицевую».

## Обоснование символики
Золотой лось служит указанием на природные богатства территории.
Бело-зелёные полосы соотносятся с водами и лесами, в изобилии имеющимися в районе, а также указывают на то, что территория расположена в Сибири.
Три звезды представляют собой три природных памятника, составляющих славу района.

## История
Первый флаг объединённого муниципального образования Юргинский район (после муниципальной реформы 2006 года — муниципальное образование Юргинский муниципальный район) был утверждён 2 августа 2002 года решением Думы объединённого муниципального образования Юргинский район № 27/1-02. Описание флага гласило:

Флаг ОМО Юргинский район представляет собой прямоугольное полотнище из трёх равных по ширине горизонтальных полос: верхней — белого, средней — синего и нижней — зелёного с наложением на них со стороны древка прямоугольного равнобедренного треугольника красного цвета.

12 мая 2004 года, решением Думы объединённого муниципального образования Юргинский район № 7/1-04, в предыдущее решение были внесены изменения касающиеся описания и рисунка флага. Описание флага стало гласить:

Флаг ОМО Юргинский район представляет собой прямоугольное полотнище из двух равноценных горизонтальных цветных полос: верхней — жёлтой и нижней — зелёной. В левом верхнем углу флага на белом фоне расположен колосок ржи на фоне хвойных деревьев.